# Tamar (Genèse)
Ne doit pas être confondu avec Tamar (fille de David).
תָּמָר
Tamar (hébreu : תָּמָר, hébreu samaritain: ࠕࠌࠓ et syriaque : ܬܡܪ « palmier-dattier » ; latin : Thamar, d’après la Septante Θαμαρ) est une femme qui apparait dans la Torah et la Bible, protagoniste de l’« histoire de Juda et Tamar » (Genèse 38) et l'ancêtre du peuple juif. 
Épouse et veuve tour à tour des deux premiers fils de Juda, Er et Onan, elle demeure sans progéniture d'eux et use d'un subterfuge pour s'unir à Juda qui refuse de lui donner son troisième fils en mariage. De cette union naîtront les  jumeaux Zérah et Pérets, ancêtre du roi David.
La vision du personnage de Tamar évolue avec les époques. Si le livre de la Genèse fait d’elle l’agent de la rédemption morale de Juda, elle n’en a pas moins fait un acte moralement répréhensible. Certains la verront comme une femme soucieuse de son statut, jusqu’à l’immoralité au besoin mais la plupart des commentateurs perçoivent en elle un degré d’élevation spirituelle qui fait d’elle la matriarche désignée de rois et de prophètes ainsi que du Messie. D’autres encore relèvent la dimension féministe de celle qui obtient par la ruse ce que la toute-puissante société patriarcale lui a refusé par la force.

## Tamar dans la Bible hébraïque
Tamar apparaît dans le livre de la Genèse comme la femme donnée en mariage à Er, premier-né de Juda, mais celui-ci meurt peu après car il a déplu à Dieu. En vertu de la coutume du lévirat, il revient à Onan de la féconder mais celui-ci, ne voulant pas donner de postérité à son frère, ne remplit pas son devoir. Comme il a déplu à Dieu qui l’a fait mourir lui aussi, il incombe au troisième fils, Chêla, de l’épouser mais celui-ci est trop jeune et Juda intime à Tamar de retourner chez son père comme une veuve et d’attendre qu’il grandisse (Genèse 38:6-11). Cependant, les années passent et le mariage ne se fait pas. Apprenant que Juda, devenu veuf, monte à Timna pour tondre ses brebis, elle retire ses habits de veuve, se voile la face et se prostitue sur le chemin menant à Timna. Ne la reconnaissant pas, Juda requiert ses services en paiement d'un chevreau et laisse en garantie son cachet, son cordon et son bâton. Lorsqu'il envoie son associé Hira s'acquitter du paiement, celui-ci ne trouve pas la « prostituée » (qdesha) qui a recouvré ses habits de veuve et s’en est allée (Genèse 38:12-23). Trois mois plus tard, sa grossesse devient apparente. L’ayant appris, Juda la condamne au bûcher mais elle produit les gages qu'il lui a laissés en l'assurant être enceinte de cet homme. Juda les reconnaît et confesse qu'« elle est plus juste que moi car il est vrai que je ne l'ai pas donnée à Chêla mon fils » ; il n'aura cependant plus de rapports avec elle (Genèse 38:24-26). Elle accouche quelque temps plus tard de jumeaux (Genèse 38:27-30).

## Tamar dans l’exégèse biblique et post-biblique
La Bible se montre relativement peu diserte sur Tamar, ne dévoilant rien de sa vie intérieure, de ses origines ni même du nom de son père. La protagoniste du récit, nommée dès son entrée dans celui-ci, apparaît donc en contraste avec un autre personnage féminin innommé, présenté comme passif et ne remplissant qu’un rôle ancillaire de reproduction avant de disparaître. Tamar, en revanche, semble condamnée à la stérilité alors qu’elle n’est pas infertile, et se démarque par un acte en rupture avec ce qui était attendu d’elle tant par le récit que par les normes de son époque ; la Bible ne dit rien de cet acte mais Tamar ne sera pas mise à mort par les hommes ou par YHWH, et Juda reconnaîtra qu’elle a été, en la matière, plus juste que lui.
La Bible laisse donc de nombreux questions sans réponse : qui est Tamar et d’où vient-elle ? Quelles sont ses intentions ? Pourquoi est-elle appelée tantôt zona (prostituée) et tantôt qdesha ? Qu’est-elle appelée à devenir après que le récit revient à Joseph ?

### D’où viens-tu, Tamar?

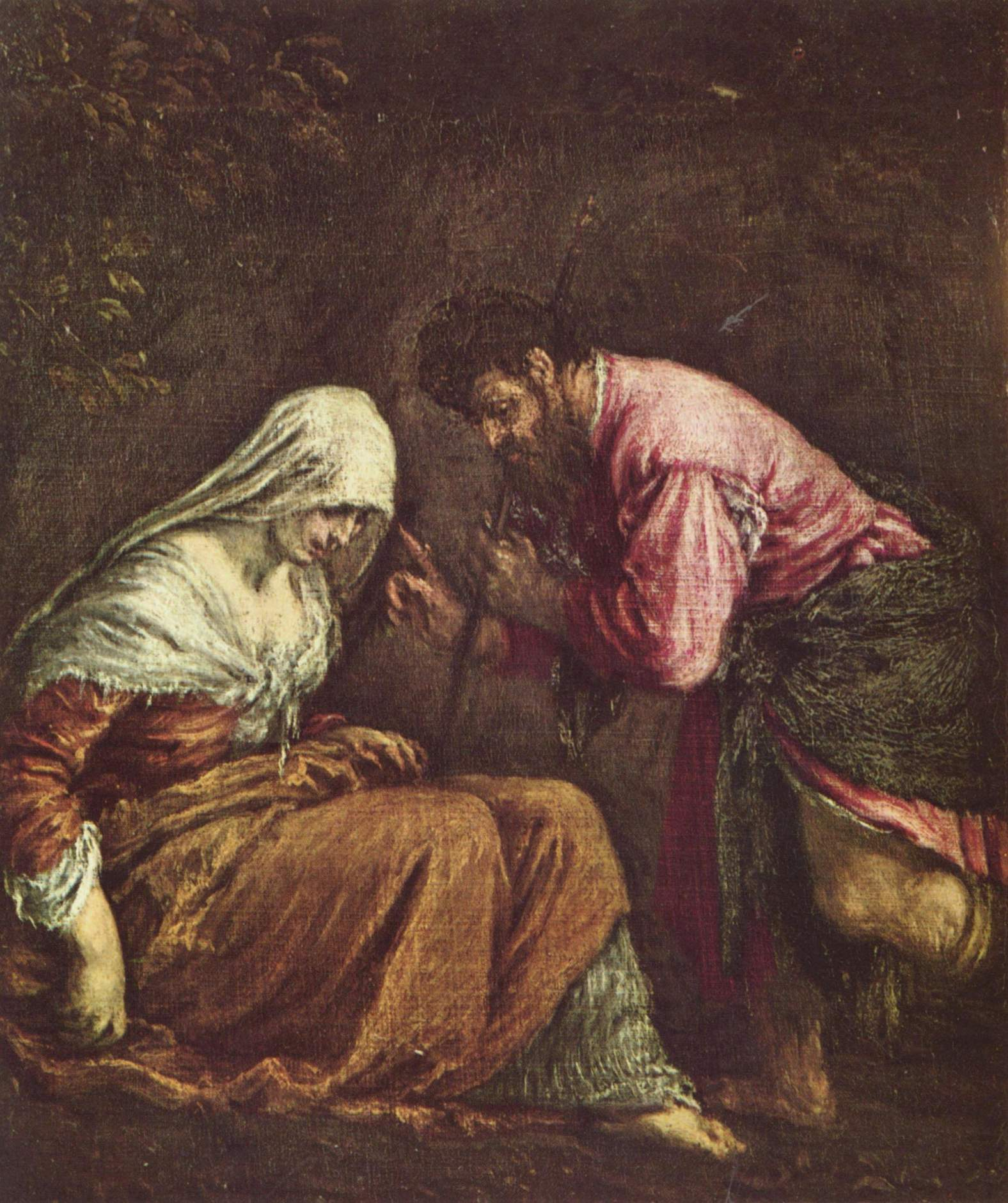
Juda et Tamar, par Jacopo Bassano (XVI^{e} siècle). Musée Fabre, Montpellier.

Tamar est introduite par son nom mais rien n’est dit de sa provenance alors que la première épouse de Juda est introduite en tant que fille apparemment innommée de son père et avec mention explicite de son origine. Le silence de la Bible sur son ascendance semble indiquer qu’elle n’est pas israélite. Son père habite, de plus, assez près de Juda pour que les nouvelles concernant son beau-père lui parviennent, et réciproquement (Genèse 38:11 & 13). Son nom (« datte » ou « palmier-dattier ») se retrouve par ailleurs dans la localité avoisinante de Haçaçon-Tamar, où « l’Amoréen [est] établi » (Genèse 14:7), et il atteste de la prospérité de la région — tout comme celui de Bat Choua, la « figue » . De nombreux indices textuels concourent donc à la présenter comme non-israélite, peut-être cananéenne, et c’est en cette qualité d’étrangère résolue à intégrer la famille de Juda puis à sécuriser son lignage, qu’elle sert de modèle à l’héroïne du livre de Ruth. 
Tamar se retrouve d’ailleurs avec Ruth mais aussi Yaël la Kénite, les filles de Lot et la femme de Potiphar dans une discussion talmudique sur les transgressions réalisées dans une bonne intention ; que Tamar soit réunie avec ces femmes qui sont toutes explicitement étrangères, pourrait indiquer que l’auteur de cette opinion l’a incluse dans ce lot. 
La cananéité de Tamar est plus franchement affirmée dans la tradition samaritaine qui jette ainsi le discrédit sur Juda pour avoir « délaissé Rebecca et sa demande pour Tamar » ; partant, c’est tout le royaume de Juda et plus encore sa maison royale qui sont raillés. À l’inverse, la bénédiction finale du livre de Ruth, où Tamar est nommément citée atteste, s’il ne s’agit pas d’une invention littéraire, de son statut à peine inférieur à celui des matriarches dans le royaume de Juda. La tradition juive fait donc souvent pièce aux interprétations littéralistes comme celle des Samaritains, et présentent Tamar comme récemment établie sur les lieux ou convertie. 
L’idée qu’une Cananéenne ait pu se mêler — fût-ce après s’être convertie — à la « nation sainte », était inacceptable dans de nombreux cercles juifs à la suite des exhortations d’Ezra. Le livre des Jubilés, qui inspire le Testament de Juda ou puise à une source commune, est contraint par la Bible d’admettre que l’épouse de Juda ainsi que celle de Simon sont des Cananéennes mais toutes les autres, y compris Tamar, sont originaires d’Aram et beaucoup sont explicitement comptées dans la famille élargie du patriarche Abraham : Juda avait donc fait venir Tamar d’Aram pour la donner en mariage à son fils (une tradition ultérieure, consciente de la contradiction entre cette interprétation et Genèse 38:13, la résout en racontant que Juda fit venir Tamar et sa famille d’Aram pour les installer à Chekroun) ; le même livre, interprétant la forme plurielle de Genèse 38:24, suggère que Juda ne condamne Tamar au bûcher qu’après jugement dans la maison de son père innommé. La tradition faisant de Tamar une « fille d’Aram » sera apparemment interprétée au sens propre et les rabbins enseignent que « Tamar était la fille de Sem le grand », dont Aram est le fils d’après Genèse 10 (là aussi, un auteur ultérieur corrigera, dans un souci de cohérence chronologique, par « petite-fille d’Aram »). L’interprétation des rabbins permet d’expliquer la sévérité inhabituelle de la sentence rendue en Genèse 38:24 car Sem étant identifié à Melchisédek, roi de Salem et prêtre du dieu suprême, Juda ne fait que se conformer avant la lettre aux prescriptions de Lévitique 21:9. De plus, les tentes de Sem sont, dans la littérature rabbinique, un lieu bien connu de transmission des savoirs originels que Noé avait reçus des générations précédentes depuis Adam ; c’est dans ces lieux que se réunissent des cours rabbiniques pour statuer des cas et des lois, ce qui explique que le lieu du jugement de Tamar soit devenu, dans la tradition rabbinique, le tribunal de Sem. 
Des rabbins rapportent cependant une autre tradition qui fait de Tamar une convertie : interprétant peta’h einayim, ils souhaitent magnifier le caractère de Juda, qui prend toutes les précautions pour éviter des rapports interdits alors qu’un ange a été mandé par Dieu pour aiguiser ses désirs, et enseignent que Tamar a aplani les difficultés (« donné des yeux ») en répondant à Juda qu’elle était convertie et non idolâtre. Philon d’Alexandrie, qui veut illustrer avec Tamar la noblesse qui ne se manifeste pas seulement chez des hommes, comme Abraham, mais aussi chez les femmes, qu’elles soient libres comme Tamar ou servantes comme Bilha et Zilpa, a également fait d’elle une « Syrienne de Palestine […] allophyle », née dans une maison polythéiste au sein d’une ville idolâtre mais qui avait, écrit-il, choisi avant même d’apparaître dans le récit, d’abandonner le paganisme pour prier et servir, dut-elle en périr, la Cause unique. Philon pourrait avoir été rebuté par les traditions qui faisaient de Tamar une fille de prêtre et aurait par conséquent agi en contravention aux lois de la Bible et aux règles les plus élémentaires de correction mais cette interprétation semble surtout vouloir faire pièce aux accusations de misanthropie portées à l’égard des Juifs et, peut-être, répondre aux questions posées par le haut taux de mariages mixtes à Alexandrie. 
Cette interprétation sera adoptée avec enthousiasme par les pères de l’Église qui veulent faire de Tamar ainsi que des autres femmes mentionnées dans la généalogie matthéenne de Jésus, à l’exception de Marie, des païennes qui pressentent bien avant sa naissance la vérité de ses doctrines. Il n’est cependant pas certain que ce fut l’avis de l’évangéliste lui-même, au vu des nombreuses traditions qui rattachaient Tamar à la famille abrahamique voire à Israël.
En effet, le souci de maintenir l’endogamie qui motive Tamar, selon le Pseudo-Philon, s’explique mieux s’il la considère comme Israélite. D’autre part, une tradition consignée dans le Talmud de Babylone et visant à fournir une autre explication à la sévérité de Juda, fait de Tamar le prototype de l’Israélite qu’on juge pour avoir eu des rapports avec un païen (cette opinion est battue en brèche d’un point de vue légal car « depuis que la Loi divine a explicitement décrété le feu pour la fille adultère d’un prêtre, il s’ensuit que la femme mariée adultère ne peut être mise à mort par le feu »).

## Tamar dans l’exégèse post-biblique antique

### La ruse de Tamar
Le subterfuge de Tamar pour obtenir la semence de Juda disparaît chez Philon dans l’allégorie de la connaissance et celui qui la poursuit ; le voile porté par Tamar l’innocente car elle ne voit pas celui qui la féconde, non Juda mais Dieu. Pour le Pseudo-Philon (qui réécrit, comme les Jubilés ou le Testament de Juda, la Bible à sa convenance), Tamar a fait un acte immoral à première vue mais excusable par sa volonté de maintenir l’endogamie, et son absence de toute envie concupiscente. 
Dans une communauté soucieuse de la pureté des mœurs pour laquelle avait été composé le livre des Jubilés cette vue est intenable et l’accusation d’avoir fait « une abomination en Israël » annulée, en ce qui concerne Tamar, par l’absence de rapports avec ses premiers maris. Les rabbins incluent l’histoire de Juda et Tamar parmi « les choses qu’il vaut mieux ne pas faire entendre » mais c’est en raison des soupçons qu’ils risqueraient de faire planer sur Juda. Tant les docteurs de Galilée, à l’origine du Talmud de Jérusalem et de la littérature du Midrash, que les docteurs de Babylonie, à l’origine du Talmud de Babylone, s’accordent à voir en Tamar une femme de grandes vertus, dont la pudeur n’est pas la moindre, qui se rend sur un lieu de prière, implore Dieu de pouvoir engendrer de « cette lignée de justes », le voit y répondre favorablement et mérite de donner naissance à une dynastie de rois et de prophètes dont certains lui ressembleront par leur modestie et leur perfection morale. 
Le Testament de Juda la dépeint en revanche comme une tentatrice dont la seule fonction narrative est de pousser Juda aux vices d’ennivrement et de fornication puis de l’humilier, puisque les descendants de celui-ci sont issus du seul Chêla. Pour Éphrem, elle a commis un « divin adultère », excusable uniquement par ses conséquences christiques.

### Le jugement de Tamar
Le cadre bibilique de la confrontation entre Juda et Tamar semble être Adullam avec pour témoins ceux qui mènent Tamar au bûcher ou viennent y assister. 
Pour Philon, il n’y a pas eu de faute et donc pas de jugement. Le Pseudo-Philon ne l’évoque pas. Pour le livre des Jubilés cependant, Juda s’est rendu dans la maison familiale de Tamar et a prié le père de celle-ci ainsi que ses frères d’agir en tant que garants de la conduite de la femme issue de leurs rangs, en vertu des coutumes inhérentes aux sociétés patriarcales. Selon la lecture qui fait de Tamar la fille de Sem, le lieu anonyme est devenu un tribunal présidé par le fils de Noé, seul héritier jusqu’à l’arrivée d’Abraham de la vérité monothéiste héritée de son père (c’est pourquoi Jacob, « homme intègre siégeant dans les tentes » selon Genèse 25:27, devient dans la tradition rabbinique l’étudiant assidu des académies de Sem où sont dispensées son enseignement). Le seul homme correspondant à ces critères dans le récit biblique étant Melchisédek, prêtre du Dieu suprême (Genèse 14:18-20), Sem est identifié à celui-ci, et Tamar devient de ce fait la fille d’un prêtre ; la dureté de la sentence de Juda n’est qu’une application des lois concernant les filles des prêtres qui s’étaient déshonorées par leur inconduite sexuelle. Jouant sur des nuances infimes du texte biblique, les traducteurs-exégètes et les rabbins font de la confrontation une épiphanie éthique où Tamar, déposant devant les juges les preuves de paternité de Juda, se refuse à l’accuser directement, dût-elle en brûler.

### La descendance de Tamar avec Juda
Tamar s'apprête à donner naissance à des jumeaux qui se battent dans son sein (Genèse 38 : 27). Quand le premier sort son bras du ventre de sa mère, la sage-femme attache un cordon rouge vif à son poignet pour signifier qu'il est l'aîné, mais, bousculé par l'autre, il rentre son bras et c'est le second, un garçon, qui nait le premier alors la sage-femme s'exlame « Quelle brèche tu as faite ! » et il reçoit le nom de Pérets. Puis le second à sortir est aussi un garçon et il est nommé Zérah, son nom signifie « rouge écarlate. »
L'aîné Zérah a cinq fils connus. L'épouse de Pérets donne naissance à des jumeaux qui sont nommés Hesron et Hamul, nés en Canaan neuf mois après leur mariage.

## Tamar dans l'art
Chester Brown adapte l'épisode de Tamar en bande dessinée dans son ouvrage Marie pleurait sur les pieds de Jésus.